# Asakusa-Schrein

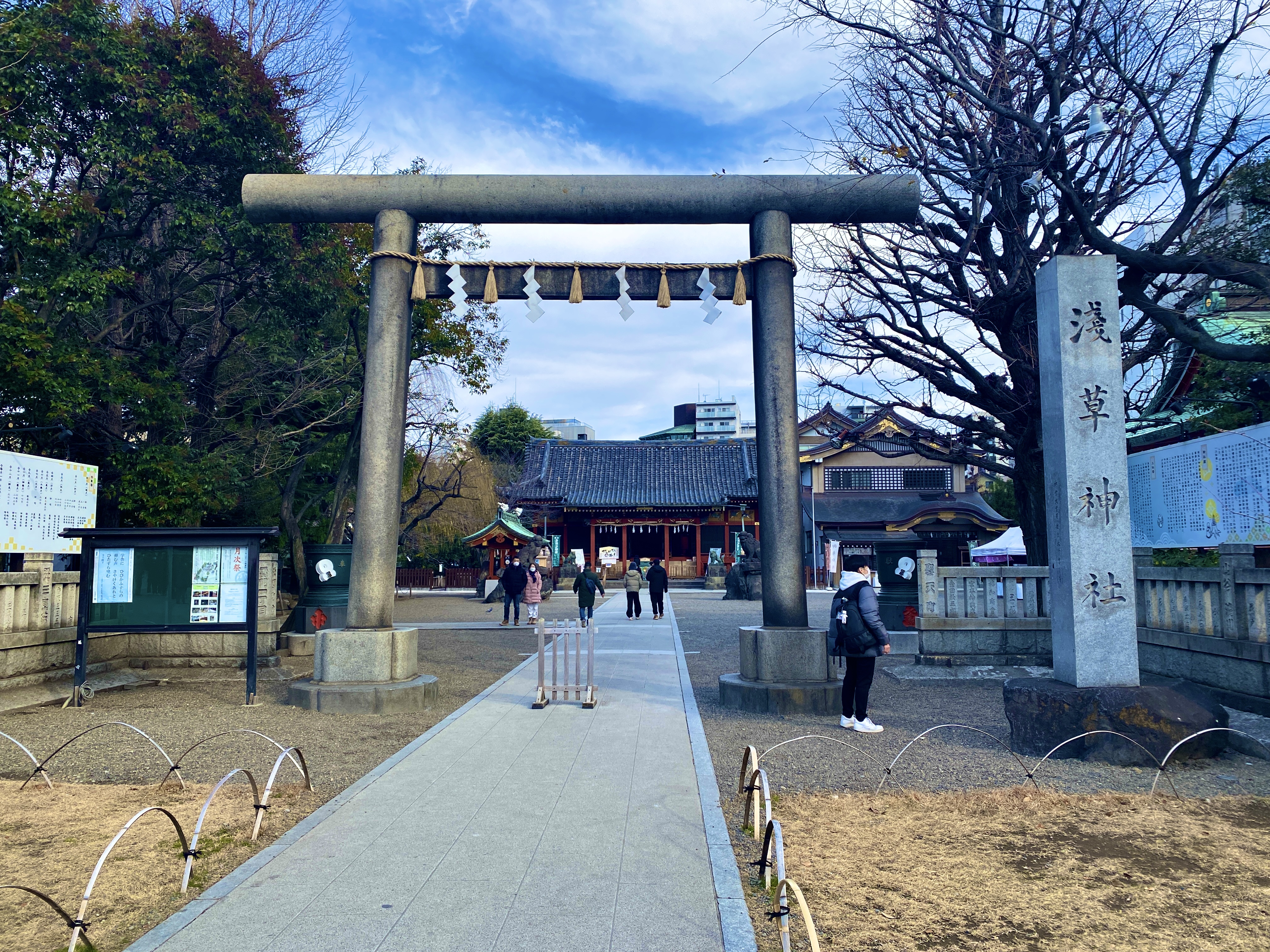
Torii zum Schrein

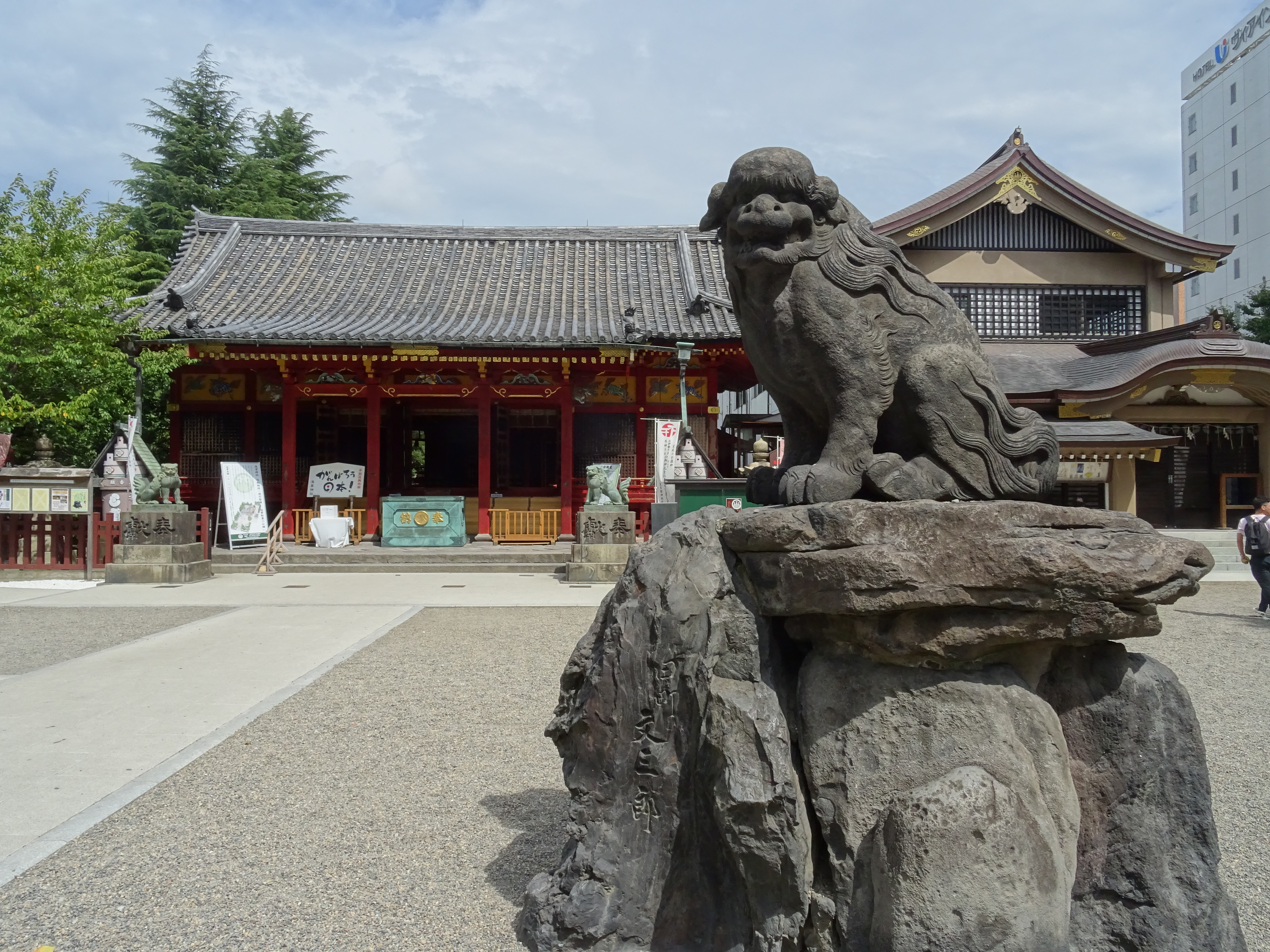
Asakusa-Schrein

Der Asakusa-Schrein (japanisch 浅草神社, Asakusa-jinja) ist ein Shintō-Schrein neben dem buddhistischen Tempel Sensō-ji im Stadtteil Asakusa des Stadtbezirks Taitō von Tokio in Japan. Er wurde im Jahr 1649 von Tokugawa Iemitsu errichtet.
In ihm werden die drei Männer verehrt, die für den Bau des benachbarten Sensō-ji verantwortlich gewesen sein sollen. Der Legende nach sollen zwei von ihnen, die Fischer-Brüder Hinokuma no Hamanari (檜前浜成) und Takenari (檜前竹成), im Jahr 628 eine Statue der Bodhisattva Kannon im Sumida-Fluss gefunden haben. Die Fischer sollen die Statue in den Fluss zurückgeworfen haben, worauf sie aber jedes Mal aufs Neue aufgetaucht sein soll. Der Dorfvorsteher Haji no Atai Nakatomo (土師真中知), bzw. Haji no Nakatomo (土師中知) soll so ihre Heiligkeit erkannt und daraufhin den Tempel um sie herum errichtet, sowie die beiden Brüder zum Buddhismus bekehrt haben.
Im Schrein werden viele Feste (Matsuri) ausgerichtet, darunter eines der drei größten Matsuris Tokios, das Sanja-Matsuri, das über einen Zeitraum von drei bis vier Tagen an einem Wochenende im Mai jeden Jahres stattfindet. An seinem Höhepunkt werden an die 100 tragbare Schreine (Mikoshi) durch die Straßen des Viertels getragen.

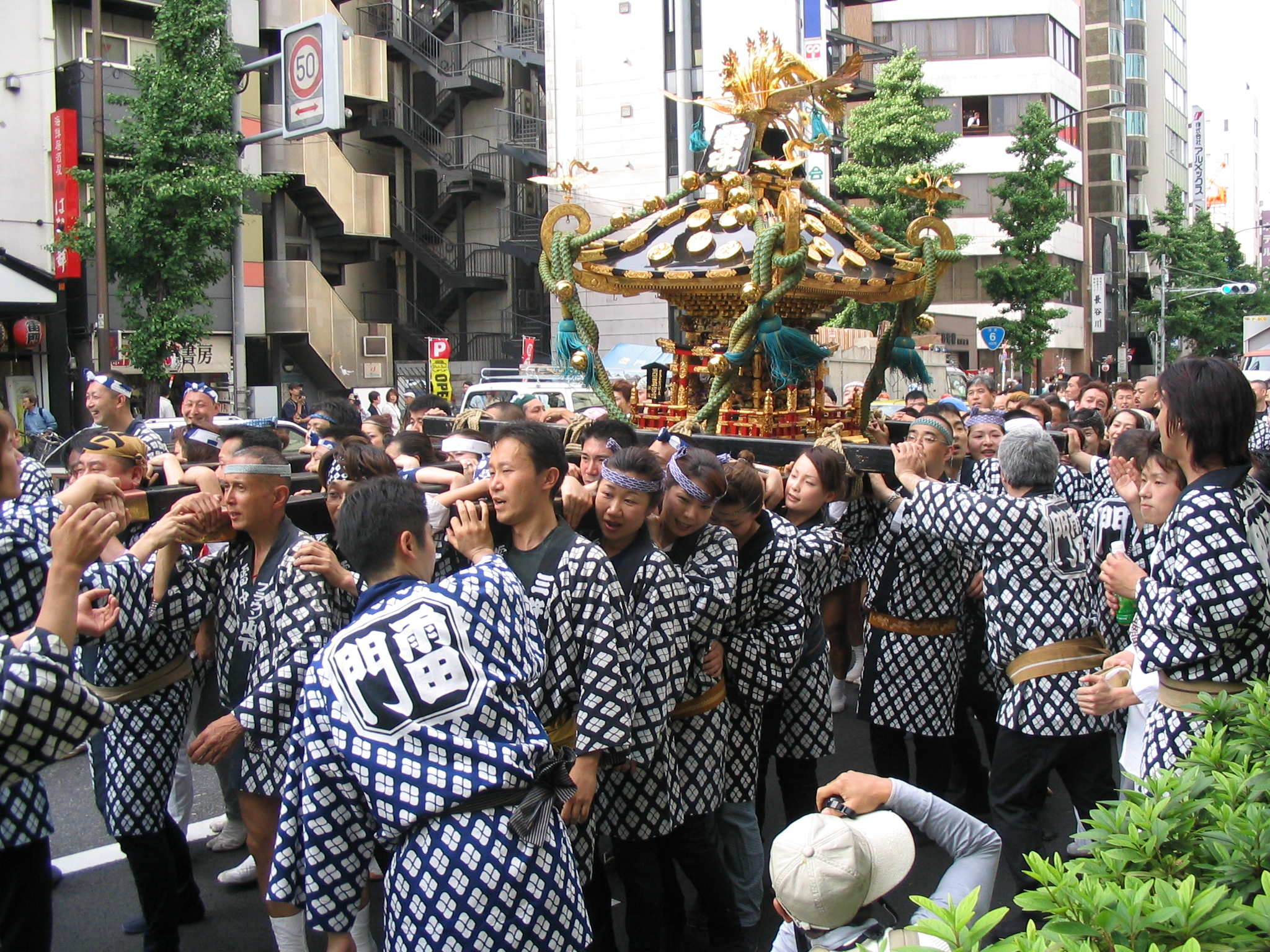
Umzug mit einem Mikoshi als Teil des Sanja-Matsuri
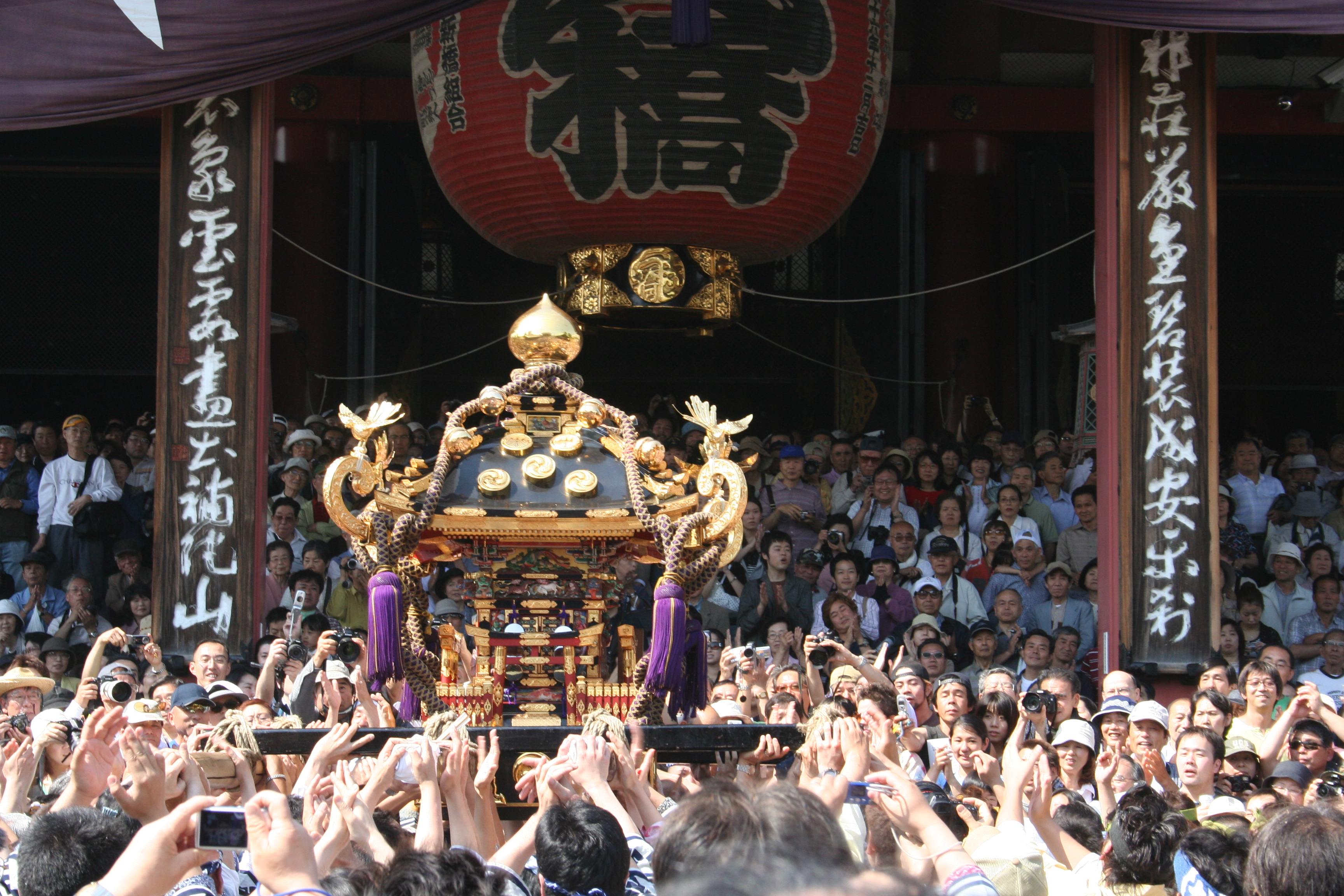
Mikoshi am Sensō-ji beim Sanja-Matsuri
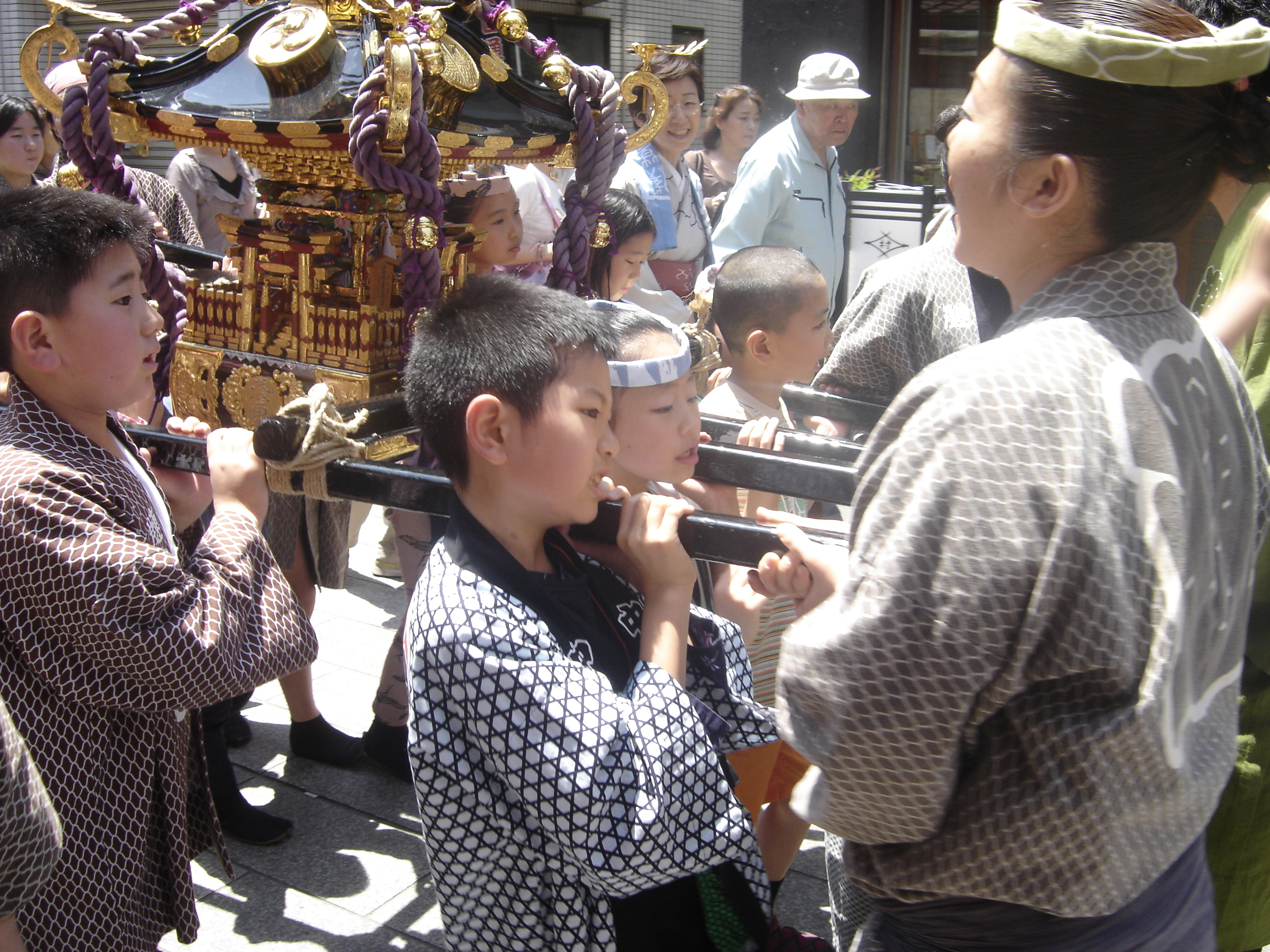
Kinder mikoshi